# The Magazine
| Recensione                        | Giudizio        |
| --------------------------------- | --------------- |
| AllMusic                          | [ 1 ]           |
| Robert Christgau                  | B-              |
| The New Rolling Stone Album Guide | [ 3 ]           |
| Sputnikmusic                      | 4.0 (Excellent) |
| Piero Scaruffi                    | [ 5 ]           |
| Ondarock                          | [ 6 ]           |
| Dizionario del Pop-Rock           | [ 7 ]           |
| 24.000 dischi                     | [ 8 ]           |

The Magazine è un album discografico di Rickie Lee Jones, pubblicato dalla casa discografica Warner Bros. Records nel settembre del 1984.
L'album raggiunse la quarantaquattresima posizione (10 novembre 1984) della Chart statunitense Billboard 200.

## Tracce[11]
Lato A
Testi e musiche di Rickie Lee Jones.
1. Prelude to Gravity – 2:49
2. Gravity – 4:43
3. Juke Box Fury – 4:11
4. It Must Be Love – 4:54
5. Magazine – 4:42

Lato B
Testi e musiche di Rickie Lee Jones, eccetto dove indicato.
1. The Real End – 4:58
2. Deep Space – 3:12
3. Runaround – 4:59
4. Rorschachs: Theme for the Pope – 3:15 (Rickie Lee Jones, Sal Bernardi)
5. The Unsigned / The Weird Beast – 4:57

## Musicisti
Prelude to Gravity
- Rickie Lee Jones - pianoforte, sintetizzatore
- James Newton Howard - arrangiamento strumenti ad arco, sintetizzatore
- Marty Paich - arrangiamento strumenti ad arco, conduttore orchestra

Gravity
- Rickie Lee Jones - voce, pianoforte, sintetizzatore
- James Newton Howard - sintetizzatore
- Dean Parks - chitarra
- Greg Phillinganes - pianoforte elettrico fender rhodes
- Nathan East - basso
- Steve Gadd - batteria
- Lenny Castro - percussioni
- Michael Boddicker - programming aggiunto

Juke Box Fury
- Rickie Lee Jones - voce, pianoforte, sintetizzatore, arrangiamento strumenti a fiato
- James Newton Howard - sintetizzatore
- Buzz Feiten - chitarra
- Neil Larsen - sintetizzatore Dx-7
- Nathan East - basso
- Steve Gadd - batteria
- Lenny Castro - percussioni
- Jerry Hey - arrangiamento strumenti a fiato

It Must Be Love
- Rickie Lee Jones - voce, pianoforte, sintetizzatore
- James Newton Howard - sintetizzatore
- Jeffrey Pevar - chitarra
- David Hungate - basso
- Jeff Porcaro - batteria
- Lenny Castro - percussioni

Magazine
- Rickie Lee Jones - voce, pianoforte, sintetizzatore
- James Newton Howard - sintetizzatore, arrangiamento strumenti ad arco, conduttore musicale
- Dean Parks - chitarra
- David Hungate - basso
- Jeff Porcaro - batteria
- Victor Feldman - percussioni

The Real End
- Rickie Lee Jones - voce, pianoforte, sintetizzatore
- James Newton Howard - sintetizzatore
- Buzz Feiten - chitarra
- Neil Larsen - organo
- Nathan East - basso
- Steve Gadd - batteria
- Lenny Castro - percussioni
- Jerry Hey - arrangiamento strumenti a fiato

Deep Space
- Rickie Lee Jones - sintetizzatore (Gs-1 digital synthesizer)

Runaround
- Rickie Lee Jones - voce, pianoforte, sintetizzatore
- James Newton Howard - sintetizzatore
- Steve Lukather - chitarra
- Neil Larsen - pianoforte elettrico wurlitzer
- Michael Boddicker - programming aggiunto
- Nathan East - basso
- Steve Gadd - batteria
- Lenny Castro - percussioni

Rorschachs: Theme for the Pope
- Rickie Lee Jones - voce, pianoforte, sintetizzatore
- James Newton Howard - sintetizzatore
- Sal Bernardi - chitarra acustica, voce
- Jeffrey Pevar - chitarra a 12 corde, mandolino
- Nick De Caro - accordion

The Unsigned Painting
- Rickie Lee Jones - sintetizzatore
- James Newton Howard - sintetizzatore

The Weird Beast
- Rickie Lee Jones - arrangiamento, performer

Note aggiuntive
- Rickie Lee Jones - produttore
- James Newton Howard - produttore (eccetto brani: Rorschachs: Theme for the Pope e The Unsigned Painting / The Weird Beast)
- Ivy Skoff - coordinatore della produzione
- Registrato al Warner Bros. Recording Studios di Burbank (California)
- Mark Linett - ingegnere delle registrazioni
- Strumenti ad arco registrati al Evergreen Studios di Burbank (California)
- Rickie Lee Jones - art direction (grafica) album
- Michael Hodgson - design album
- Ethan Russell - fotografia copertina frontale album
- Bettye Jones - fotografia retrocopertina album (1965)
- Kathy Donahey - illustrazione retrocopertina album[12]